# Shag Island
Shag Island är en ö i Heard- och McDonaldöarna (Australien). Den ligger ca 10 km norr om Heard Island. Arean är 0,32 kvadratkilometer.